# Лапуари, Жанна
Жанна Лапуари (фр.  Jeanne Lapoirie 13 апреля 1963, Париж, Франция) — французский кинооператор.

## Биография и карьера
Жанна Лапуари родилась 13 апреля 1963 года в Париже, Франция. Начала свою кинематографическую карьеру в 1980-х годах, работая кинооператором с такими режиссёрами, как Люк Бессон и Аньес Варда. Она также известна своим сотрудничеством с Андре Тешине и Франсуа Озоном.
Жанна Лауари дважды была номинирована на получение французской национальной кинопремии «Сезар» за лучшую операторскую работа в фильмах «8 женщин» в 2003 году и «Михаэль Кольхаас» в 2014-м.
Жанна Лапуари является членом Французской ассоциации кинооператоров (фр.  Association Française des Directeurs de la Photographie Cinématographique, AFC) и с 2016 года членом «Американской академии кинематографических искусств и наук» (англ.  Academy of Motion Picture Arts and Sciences, AMPAS).

## Фильмография
- 1984 / Argie
- 1990 Жизель Керозин / Gisèle Kérozène   к/м
- 1993 Все мальчики и девочки своего возраста … / Tous les garçons et les filles de leur âge т/с
- 1993 Дети угля / Les enfants du charbon  к/м
- 1994 Дикие тростники / Les roseaux sauvages
- 1994 Слова любви / Les mots de l’amour  к/м
- 1995 Жизнь в обратном порядке / La vie à rebours  к / м
- 1995 После дождя / Après la pluie  к/м
- 1995 Никогда дважды / Never Twice  к/м
- 1995 Банкет / Le banquet  к/м
- 1996 Воры / Les voleurs
- 1996 На полной скорости / À toute vitesse
- 1996 Однако работает: неизвестно / Court toujours: L’inconnu
- 1996 Трансатлантики / Transatlantique
- 1996 Все, что блестит / Tout ce qui brille
- 1996 Тяжелый труд полицейского / Le dur métier de policier
- 1998 Алиса / Alissa
- 1999 Освободи меня / Emporte-moi
- 1999 Капли дождя на раскаленных скалах / Gouttes d’eau sur pierres brûlantes
- 1999 За дверью / Derrière la porte
- 2000 Другие девочки / Les autres filles
- 2000 Под песком / Sous le sable
- 2000 Маленький Бен / Petit Ben
- 2000 Смешение жанров / La confusion des genres
- 2001 Рика / La rivière
- 2001 Со всей любовью / Avec tout mon amour
- 2001 Куда делась ваша улыбка? / Où gît votre sourire enfoui?
- 2001 Имаго / Imago
- 2001 8 женщин / 8 femmes
- 2002 Странная одиссея одного идиота / La merveilleuse odyssée de l’idiot Toboggan
- 2003 Легче верблюду / Il est plus facile pour un chameau
- 2003 Знакомьтесь, Ваша вдова / Mariées mais pas trop
- 2004 Призраки / Les revenants
- 2005 Время прощания / Le Temps qui reste
- 2005 Идеальный день / A Perfect Day
- 2005 / Amazonie, la vie au bout des doigts
- 2006 Мой отец / Mon père ( к/м
- 2006 Кабаре «Парадиз» / Cabaret Paradis
- 2010 Разговорное продолжение / Suite parlée
- 2010 Далеко по соседству / Quartier lointain
- 2011 Подруга на ночь / Ma compagne de nuit
- 2011 Моя маленькая принцесса / My Little Princess
- 2012 Жорес / Jaurès
- 2012 Мальчики с Востока / Eastern Boys
- 2013 Замок в Италии / Un château en Italie
- 2013 Михаэль Кольхаас / Michael Kohlhaas
- 2014 Гет / Gett
- 2015 Мама / Une mère
- 2015 Теплое время года / La belle saison
- 2016 Нечему не рада /  Jamais contente
- 2016 В лес / Dans la forêt
- 2017 Лола Патер / Lola Pater
- 2017 120 ударов в минуту / 120 battements par minute

## Ссылка
- Лапуари, Жанна (англ.) на сайте Internet Movie Database